# Khartsizk
Khartsizk (en ucraïnès Харцизьк, en rus: Харцизк) és una ciutat de l'óblast de Donetsk a Ucraïna, situada el 2014 a zona ocupada República Popular de Donetsk de la Rússia. El 2021 tenia 56.367 habitants.